# Honda RA271
Chronologie des modèles (1964)
Honda RA270 Honda RA272
La Honda RA271 est la première monoplace de Formule 1 construite par Honda et la première Formule 1 japonaise engagée en compétition. Elle est pilotée par l'américain Ronnie Bucknum lors de trois Grands Prix de la saison 1964.

## Développement

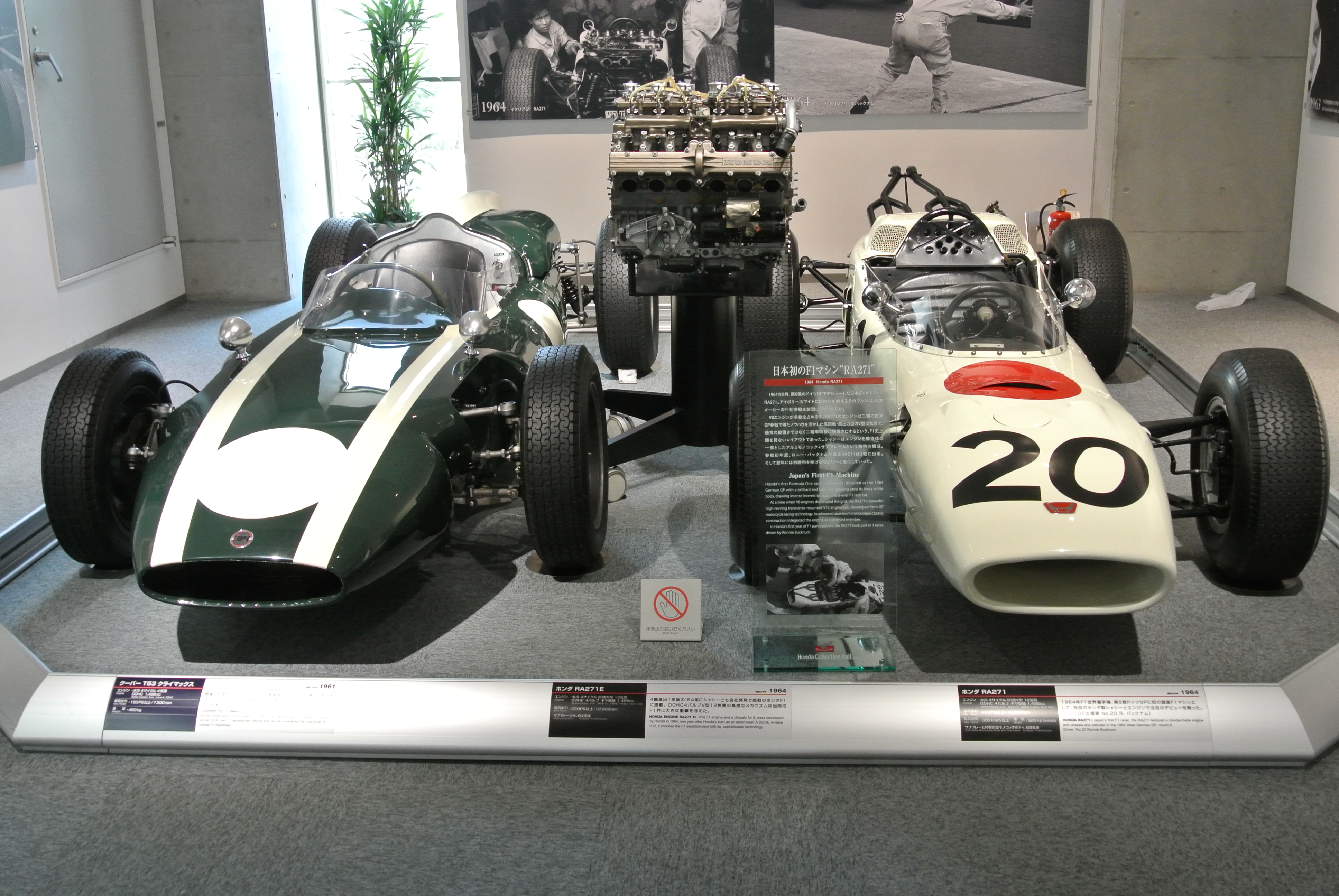
La Honda RA271 aux côtés de la Cooper qui servit au développement du moteur.

La RA271 est développée à partir de la Honda RA270, première monoplace de Formule 1 de Honda, à la suite de l'échec des négociations avec Team Lotus pour une motorisation pour 1964. Soichiro Honda décide alors de fabriquer un châssis à partir d'une Cooper pour faire tourner le moteur V12 de 1.5 litre qu'il a développé. Ce V12 dispose de six bobines, six carburateurs double-corps ainsi que d'un vilebrequin à aiguilles ce qui permettait au moteur de monter jusqu'à 12 000 tr/min.
La RA270 est essayée le 6 février 1964 à Arakawa par Soichiro Honda lui-même et le chef de l'équipe de conception, Yoshio Nakamura. Le développement se poursuit, le moteur dépassant la barre des 200 ch.

## Historique

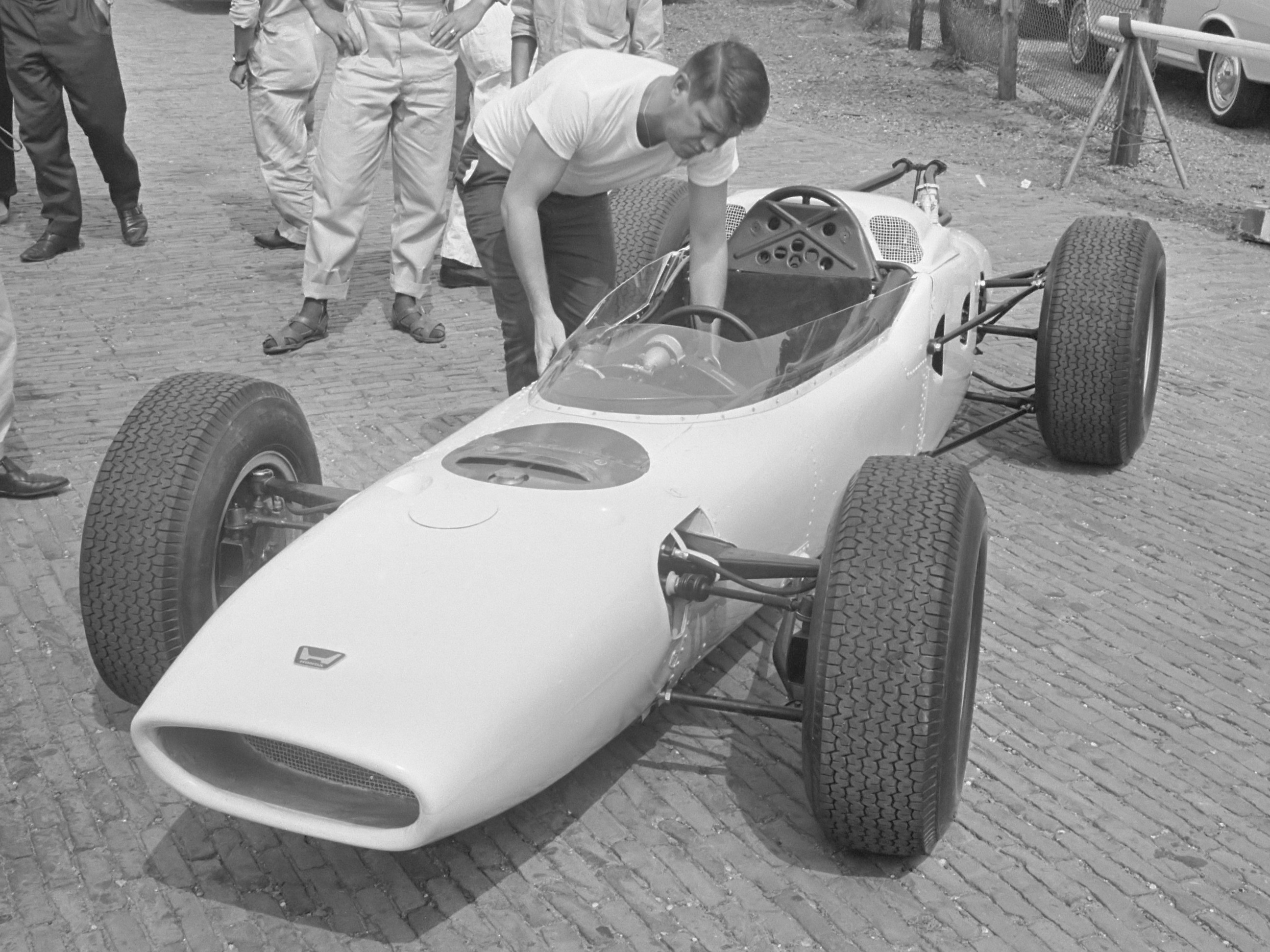
Ronnie Bucknum avec la RA271 à Zandvoort en juillet 1964.

La voiture court pour la première fois au Grand Prix automobile d'Allemagne 1964 avec Ronnie Bucknum, bien que déjà engagée précédemment au Grand Prix de Belgique sans en prendre le départ. Honda souhaite engager un pilote inconnu en Europe au cas où l'expérience tourne mal. Le pilote se qualifie vingt-deuxième et dernier sur la grille de départ (Carel Godin de Beaufort et André Pilette ne parviennent pas à se qualifier, la grille comportant 22 emplacements) à plus de vingt secondes de Giancarlo Baghetti, vingt-et-unième. Dernier pendant toute la course, Bucknum est victime d'un tête-à-queue au onzième tour et se classe finalement treizième, devant Peter Revson, victime d'un accident un tour avant lui.
La monoplace est engagée au Grand Prix suivant en Italie où Bucknum se qualifie dixième avec un temps dans la moyenne (1 minute 40 secondes et 4 dixièmes), derrière Richie Ginther sur BRM P261 et devant Jack Brabham sur sa Brabham BT11. Des problèmes de freins le poussent à abandonner au douzième tour.
Lors de sa troisième et dernière course, aux États-Unis, Bucknum se qualifie quatorzième sur dix-neuf, à 2 secondes 25 du poleman Jim Clark. Au cinquantième tour de course, le joint de culasse lâche et Bucknum abandonne.
La saison se termine sur trois abandons en trois participations pour Honda mais le développement de la monoplace n'est pas terminé : la Honda RA272 est engagée dès le Grand Prix automobile de Monaco 1965 et confiée à Ronnie Bucknum et un autre pilote américain, Richie Ginther.

## Résultats en championnat du monde de Formule 1
| Saison | Écurie            | Moteur           | Pneus    | Pilotes        | Courses | Courses | Courses | Courses | Courses | Courses | Courses | Courses | Courses | Courses | Points inscrits | Classement |
| Saison | Écurie            | Moteur           | Pneus    | Pilotes        | 1       | 2       | 3       | 4       | 5       | 6       | 7       | 8       | 9       | 10      | Points inscrits | Classement |
| ------ | ----------------- | ---------------- | -------- | -------------- | ------- | ------- | ------- | ------- | ------- | ------- | ------- | ------- | ------- | ------- | --------------- | ---------- |
| 1964   | Honda R&D Company | Honda V12 RA272E | Goodyear |                | MON     | P-B     | BEL     | FRA     | GBR     | ALL     | AUT     | ITA     | USA     | MEX     | 0               | nc.        |
| 1964   | Honda R&D Company | Honda V12 RA272E | Goodyear | Ronnie Bucknum | -       | -       | Np.     | -       | -       | 13e     | -       | Abd     | Abd     | -       | 0               | nc.        |

Légende : ici 